# Lowell Bailey
Lowell Bailey, född 15 juli 1981 i Siler City i North Carolina, USA är en amerikansk skidskytt som tävlat internationellt sedan 2001 och vars främsta merit är VM-guldet i distans vid världsmästerskapen i skidskytte 2017.
Vid olympiska vinterspelen 2006 slutade han på 27:e plats i det invididuella loppet, på 46:e plats i sprintloppet och på 48:e plats i jaktstarten.
Vid olympiska vinterspelen 2010 slutade han på 36:e plats i 10-kilometerssprintloppet och på 36:e plats i 12,5 kilometer jaktstart.

### Fotnoter
1. ↑  ”MEN 20 KM INDIVIDUAL” (på engelska). IBU WORLD CHAMPIONSHIPS BIATHLON HOCHFILZEN. http://ibu.blob.core.windows.net/docs/1617/BT/SWRL/CH__/SMIN/BT_C73A_1.0.pdf. Läst 16 februari 2017.
2. ↑  Men's 10km sprint results at 2010 Winter Olympics
3. ↑  Men's 12.5km pursuit results at the 2010 Winter Olympics